# Гоуліїт

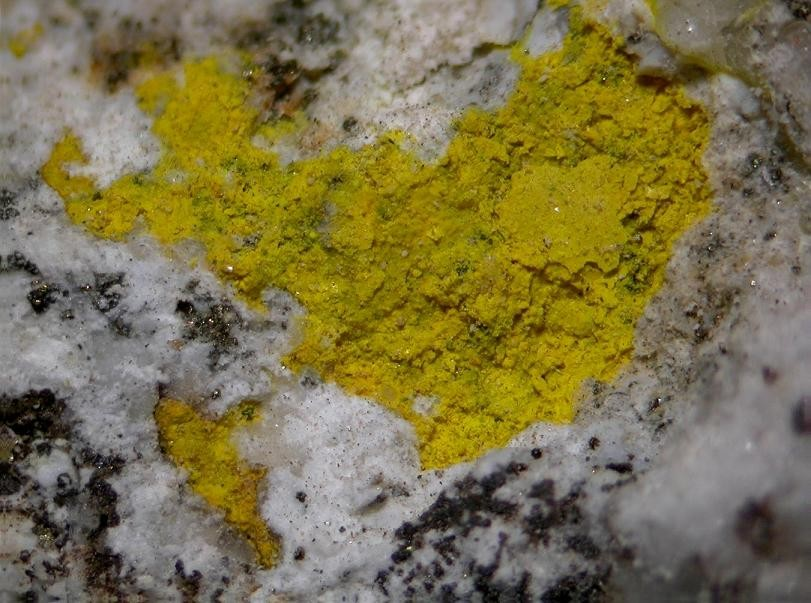
Hawleyite-96144

Гоуліїт — рідкісний сульфідний мінерал з групи сфалериту.

## Опис
Диморфний, його легко сплутати з гринокітом. За своїм хімічним складом це сульфід кадмію (CdS), і він виявляється у вигляді яскраво-жовтої дрібнозернистої порошкоподібної осуги на сфалериті або сидериті.
Його було виявлено R.J. Traill та J.W. Boyle 1955 року у шахті Hector Calumet у районі Майо на території Юкон, Канада. Вони назвали його на честь Джеймса Едвіна Гоулі (1897—1965), професора мінералогії Університету Королеви в Онтаріо, Канада.
Гоуліїт утворюється вторинним осадженням метеорної води у тріщинах і переломах руди. Це пов'язано зі сфалеритом, сидеритом та гринокітом.
Пізніше, цей мінерал було знайдено у Брокен-Гілл та Камбалда у Австралії, Монтафон в Австрії, Theux і Andenne у Бельгії, на руднику Tanco у Канаді, Серро Бланко і Caracoles у Чилі, Komna у Чехії, Pinols у Франції, Шауінсланд у Німеччині, Laurion у Греції, Nagylápafõ в Угорщині, Колар в Індії, Кіллаймор в Ірландії, Гадоні в Італії, Конана в Японії, Te Aroha у Новій Зеландії, Драммен Норвегія, Ла-Уніон в Іспанії, Мартіньї у Швейцарії, Таджикистані, Ashover в Англії і низці місць у Сполучених Штатах.